# إيمي شيلدز
إيمي شيلدز (بالإنجليزية: Amy Shields)‏ هي دراجة أمريكية، ولدت في 7 مارس 1990 في آن آربر في الولايات المتحدة.